# Lịch Google
Lịch Google (tiếng Anh: Google Calendar), được gọi trước đây với tên mã "CL2", là dịch vụ lịch lập lịch trình và quản lý thời gian do Google phát triển. Lịch Google có sẵn trong bản phát hành beta ngày 13 tháng 4 năm 2006 và bản phát hành chung vào tháng 7 năm 2009, trên web và dưới dạng ứng dụng di động cho nền tảng Android và iOS.
Lịch Google cho phép người dùng tạo và chỉnh sửa sự kiện. Nhắc nhở có thể được bật cho các sự kiện, với các tùy chọn có sẵn cho loại và thời gian. Địa điểm sự kiện cũng có thể được thêm vào và những người dùng khác có thể được mời tham gia sự kiện. Người dùng có thể bật hoặc tắt khả năng hiển thị của các lịch đặc biệt, bao gồm cả Sinh nhật, nơi ứng dụng truy xuất ngày sinh từ danh bạ Google và hiển thị thẻ sinh nhật hàng năm và Ngày lễ, lịch theo quốc gia cụ thể hiển thị ngày của các dịp đặc biệt. Theo thời gian, Google đã thêm chức năng sử dụng máy học, bao gồm "Sự kiện từ Gmail", nơi thông tin sự kiện từ thư Gmail của người dùng được tự động thêm vào Lịch Google. "Lời nhắc", nơi người dùng thêm các hoạt động cần làm có thể được cập nhật tự động với thông tin mới. "Đề xuất thông minh", nơi ứng dụng đề xuất tiêu đề, địa chỉ liên hệ và địa điểm khi tạo sự kiện và "Mục tiêu", nơi người dùng nhập thông tin về một mục tiêu cá nhân cụ thể và ứng dụng tự động lập lịch hoạt động vào những thời điểm tối ưu.
Các ứng dụng di động của Lịch Google đã nhận được các đánh giá phân cực. Đánh giá năm 2015 về ứng dụng Android và iOS đều khen ngợi và chỉ trích thiết kế đáng kể. Trong khi một số nhà phê bình ca ngợi thiết kế là "sạch sẽ", "táo bạo" và tận dụng "đồ họa nhiều màu sắc", những nhà phê bình khác lại khẳng định rằng đồ họa đã chiếm quá nhiều dung lượng. Tính năng "Đề xuất thông minh" cũng nhận được nhiều ý kiến, với các mức độ thành công khác nhau trong ứng dụng thực sự quản lý để đề xuất thông tin liên quan khi tạo sự kiện. Tuy nhiên, sự tích hợp giữa Lịch Google và Gmail đã được ca ngợi, với các nhà phê bình viết rằng "tất cả các chi tiết liên quan đều có ở đó".

## Đặc điểm
- Lịch Google cho phép người dùng tạo và chỉnh sửa sự kiện. Sự kiện có thời gian bắt đầu và thời gian dừng đã đặt, với tùy chọn cho "Sự kiện cả ngày".
- Người dùng có thể kích hoạt chức năng "Định kỳ" với các tham số tùy chọn cho tần số.
- Người dùng có thể thêm màu vào một sự kiện để nhận biết hoặc để phân biệt sự kiện đó với những sự kiện khác.
- Các sự kiện có thể xem được trong các loại thiết lập khác nhau, bao gồm ngày, tuần, tháng hoặc lịch biểu.
- Vị trí có thể được thêm vào để dễ hiểu về địa điểm của sự kiện.
- Người dùng có thể tùy chọn đặt thông báo, với các tùy chọn về loại (email, thông báo đẩy trên thiết bị di động) và thời gian.
- Người dùng có thể mời người khác tham gia sự kiện; đối với những người dùng Lịch Google khác, sự kiện sẽ hiển thị trong lịch của họ và đối với những người không sử dụng Lịch Google, email sẽ có các tùy chọn cho "Có", "Không" hoặc "Có thể".
- Cài đặt quyền riêng tư cho phép người dùng xác định mức độ hiển thị công khai của toàn bộ lịch hoặc các sự kiện riêng lẻ. Mặc dù lịch mặc định hiển thị cho người dùng thời gian sự kiện theo giờ địa phương của họ, người dùng có thể chỉ định múi giờ khác cho sự kiện.
- Người dùng có thể bật hoặc tắt khả năng hiển thị của các lịch đặc biệt, bao gồm lịch Sinh nhật, lịch này tự động truy xuất ngày sinh từ danh bạ Google của người dùng và hiển thị các ngày trên cơ sở hàng năm và lịch Ngày lễ, lịch theo quốc gia cụ thể có các ngày đặc biệt.[2]

Giao diện người dùng của Lịch Google ban đầu được thiết kế bởi Kevin Fox. Lịch Google cho phép người dùng nhập các sự kiện từ một ứng dụng lịch khác, với sự hỗ trợ đáng chú ý cho cả lịch Microsoft Outlook và Apple iCloud.